# Lomandra glauca
Lomandra glauca là một loài thực vật có hoa trong họ Măng tây. Loài này được (R.Br.) Ewart mô tả khoa học đầu tiên năm 1916.